# Datalog
Datalog ist eine Datenbank-Programmiersprache für deduktive Datenbanken, die Prolog syntaktisch und semantisch ähnelt.
Sie geht zurück auf die Arbeit von Herve Gallaire und Jack Minker im Jahr 1978.
Datalog unterscheidet sich von Prolog in den folgenden Punkten:
1. Zusammengesetzte Terme dürfen nicht als Argumente von Prädikaten vorkommen. So ist zum Beispiel {\displaystyle P(1,2)} erlaubt, {\displaystyle P(f(1),2)} dagegen verboten.
2. In Datalog geschriebene Programme müssen im Hinblick auf Negation und Rekursion stratifiziert sein.
3. Datalog-Programme können effizient bottom-up ausgewertet werden, wobei nur eine endliche Menge an Fakten abgeleitet werden kann und die Auswertungszeit beschränkt ist.
4. Die Reihenfolge der Regeln spielt in einem Datalog-Programm keine Rolle.

Ein Vorteil gegenüber relationalen Kalkülen ist die Möglichkeit, Rekursion ohne vorgegebene Rekursionstiefe definieren zu können. Die Terminierung der Rekursion kann durch deduktive Abgeschlossenheit erreicht werden, also durch Erreichen des kleinsten Fixpunktes.
Derzeit entwickeln Forscher auf Basis von Datalog, das für extreme Parallelität geeignet ist, die Programmiersprache Boom für die effiziente Nutzung im Cloud Computing.

## Beispiel-Programm
```
% koeln ist mit duesseldorf verbunden

verbunden
(
koeln
,
duesseldorf
).

% duesseldorf ist mit dortmund verbunden

verbunden
(
duesseldorf
,
dortmund
).

% hannover ist mit dortmund verbunden

verbunden
(
hannover
,
dortmund
).

% wenn X mit Y verbunden ist, dann auch Y mit X

verbunden
(
Y
,
X
)
 
:-
 
verbunden
(
X
,
Y
).

% X ist mit Z verbunden, wenn X mit einem beliebigen Y verbunden ist, das wiederum mit Z verbunden ist

verbunden
(
X
,
Z
)
 
:-
 
verbunden
(
X
,
Y
),
verbunden
(
Y
,
Z
).

% Anfrage: Ist koeln mit hannover verbunden?

?-
 
verbunden
(
koeln
,
hannover
)
?

```